# آدام شیف
آدام بنت شیف (به انگلیسی: Adam Bennett Schiff) نمایندهٔ حوزه انتخابیه کالیفرنیا از حزب دموکرات ایالات متحده آمریکا در مجلس نمایندگان ایالات متحده آمریکا است که برای نخستین‌بار در ۱۸ ژانویه ۲۰۰۱ میلادی به‌عضویت این مجلس درآمد.
وی تحصیلات خود را با مدرک بی‌ای در رشته علوم سیاسی در دانشگاه استنفورد و با مدرک جی‌دی در رشته حقوق در مدرسه حقوق هاروارد به پایان رسانید. آدام شیف پس از پایان تحصیلات، کار خود را به عنوان دادستان در لس آنجلس آغاز کرد. پیگیری و صدور حکم در مورد پرونده علیه ریچارد میلر، یکی از ماموران سابق اف.بی. آی که به اتهام جاسوسی و «انتقال اسناد محرمانه به اتحاد شوروی در برابر ۶۵٬۰۰۰ دلاری وجوه طلایی و نقدی» محکوم شده بود، سبب شد تا شیف مورد توجه قرار بگیرد.